# Palpares contrarius
Palpares contrarius är en insektsart som först beskrevs av Walker 1853.  Palpares contrarius ingår i släktet Palpares och familjen myrlejonsländor. Inga underarter finns listade i Catalogue of Life.